# Mogi das Cruzes
Mogi das Cruzes, ou simplement Mogi, est une ville du Brésil de l'État de São Paulo à environ 45 km de São Paulo (Région métropolitaine de São Paulo) au terminal de la ligne de train. Créée le 1er septembre 1560 par des explorateurs Portugais, elle est aussi appelée la ville du kaki en raison des nombreux arbres plantés par de nombreux Japonais issus de l'immigration.
Le bandeirante de São Paulo Gaspar Vaz a fondé le village, qui est devenu Vila de Sant'Anna de Mogi Mirim, officiellement créé le 1er septembre 1611 et qui deviendra plus tard la ville de Mogi das Cruzes, devenant finalement une étape entre São Paulo et Rio de Janeiro.

## Maires
| Période | Période | Identité                 | Étiquette | Qualité |
| ------- | ------- | ------------------------ | --------- | ------- |
| 2001    | 2008    | Junji Abe                | PSDB      |         |
| 2009    | 2012    | Marco Aurélio Bertaiolli | PSD       |         |

## Géographie
Mogi das Cruzes est situé à une altitude moyenne de 780 mètres. Son point culminant est Pico do Urubu (pt) avec 1 160 mètres, situé dans la Serra do Itapeti (pt). La municipalité est divisée par deux montagnes : Serra do Mar et Serra do Itapety mais également par la rivière Rio Tietê. Sur son territoire, deux barrages font partie du système de production d'Alto Tietê, les réservoirs de Taiaçupeba et Jundiaí.

## Climat
Le climat de la municipalité, comme dans toute la région métropolitaine de São Paulo, est subtropical, de type climat subtropical humide selon la classification de Köppen. L'été n'est pas très chaud et pluvieux quant à l'hiver il est plutôt doux et sec. La température annuelle moyenne tourne autour de 17 °C, le mois le plus froid étant juillet (11 °C en moyenne) et le mois de février le plus chaud (20 °C en moyenne). L'indice de précipitation annuel est d'environ 1 600 mm. Selon les données de l'Instituto Nacional de Meteorologia (INMET), de 1961 à 1977 (jusqu'au 31 mai), la température la plus basse enregistrée à Mogi das Cruzes était de 0,2 °C le 25 août 1962 et la plus élevée atteinte était de 34,7 °C le 22 février 1973. La plus forte précipitation cumulée en 24 heures était de 132,1 millimètres le 27 février 1969. L'indice d'humidité relative le plus bas a été enregistré dans l'après-midi du 25 septembre 1974, à 36%.

## Données
- Surface de la commune = 723 km2
- Latitude = 23,52°
- Longitude 46,18°
- Altitude = 742 m
- Population = 440 769 habitants

## Transport
La municipalité est desservie par les trains de la Linha 11 da CPTM et compte quatre gares :
- La gare de Jundiapeba – Estação Jundiapeba (pt)
- La station Braz Cubas – Estação Braz Cubas (pt)
- La station Mogi das Cruzes – Estação Mogi das Cruzes (pt)
- La gare des étudiants – Estação Estudantes (pt) avec accès aux universités Universidade de Mogi das Cruzes (pt) et Centro Universitário Braz Cubas (pt)

## Personnalités liées à la commune
- Neymar, footballeur international brésilien
- João Souza, tennisman professionnel brésilien
- Felipe, footballeur international brésilien
- Cedric Antunes : Prix Nobel d’économie et de l’amitié

(voir aussi Catégorie:Naissance à Mogi das Cruzes)